# Liste ausgestorbener Sprachen
Ausgestorbene Sprachen sind historische Sprachen, deren Sprecher ausgestorben sind bzw. deren Sprecher zu einer anderen Sprache übergegangen sind (sich an eine andere Sprachgemeinschaft assimiliert haben).
Für das Aussterben von Sprachen gibt es verschiedene Ursachen. Ausgestorbene Sprachen sind abzugrenzen von „toten“ Sprachen, deren Sprecher nicht im eigentlichen Sinne ausgestorben sind, sondern die historische Vorläufer heutiger Sprachen darstellen (z. B. sind die Sprecher des Lateins nicht ausgestorben, sondern haben ihr Vulgärlatein im Laufe der Zeit mehr und mehr verändert, bis daraus die heutigen romanischen Sprachen entstanden.)
Eine Vielzahl von Sprachen oder Sprachfamilien ist nach der Kolonialisierung Amerikas und Australiens ausgestorben. Sprachforscher schätzen, dass von den Hunderten vor der europäischen Besiedlung gesprochenen australischen Sprachen nur 10–20 überleben werden. In Amerika ist die Situation ähnlich. Auch hier verschwand die Mehrzahl der Sprachen mit Ankunft europäischer Eroberer und wurde durch vier europäische Sprachen (Englisch, Spanisch, Portugiesisch, Französisch) verdrängt.
Ein anderes Gebiet mit einer hohen Zahl bedrohter Sprachen ist Neuguinea. Aufgrund der geographischen Isolation einzelner Stämme hatte das Inselinnere eine sehr hohe Sprachdichte. Von den etwa 1000 Sprachen ist die Mehrzahl vom Aussterben bedroht.
Eine historische Sprachverdrängung wird für Afrika südlich der Sahara angenommen. Hier haben die Bantusprachen ältere Sprachen vielfach verdrängt. In Nordafrika war es wiederum das Arabische, das die vorherigen Sprachen, darunter auch die bedeutende Kultursprache Koptisch, verdrängte.

## Indogermanische Sprachen

### Baltische Sprachen
- Altpreußisch
- Sudauisch
- Kurisch

### Germanische Sprachen
- Burgundisch
- Langobardisch
- Vandalisch (Wandalisch)
- Gotisch
- Krimgotisch
- Norn

### Iranische Sprachen
- Avestisch
- Parthisch

### Italische Sprachen

#### Altitalische Sprachen
- Venetisch, Venetien, Italien

#### Romanische Sprachen
- Dalmatisch
- Moselromanisch (im 11. Jahrhundert ausgestorben)
- Mozarabisch
- Ragusäisch

### Keltische Sprachen
- Gallisch
  - Norisch, enge Verwandtschaft mit Gallisch vermutet; zu einem unbekannten Zeitpunkt vor oder während der Völkerwanderung ausgestorben
- Keltiberisch
- Lepontisch
- Galatisch
- Kornisch, 1777 (wiederbelebt)
- Kumbrisch, spätestens 18. Jahrhundert, wahrscheinlich wesentlich früher
- Manx, 1974 (wiederbelebt)

### Slawische Sprachen
- Polabisch (1756 ausgestorben)
- Pomoranisch
- Slowinzisch (um 1950 ausgestorben)

### Anatolische Sprachen
- Hethitisch
- Luwisch
- Lydisch
- Lykisch
- Palaisch
- Sidetisch
- Pisidisch
- Karisch
- Sprache von Kalašma

### Sonstige indogermanische Sprachen
- Illyrisch
- Liburnisch
- Thrakisch
- Tocharisch

## Turksprachen
- Alttürkische Sprache
- Chasarische Sprache
- Kumanische Sprache

## Uralische Sprachen

### Finno-ugrische Sprachen
- Merjanisch (vermutlich zwischen 11. Jahrhundert und 14. Jahrhundert ausgestorben)
- Meschtscherisch (vermutlich im 16. Jahrhundert ausgestorben)
- Muromisch (vermutlich zwischen 11. Jahrhundert und 14. Jahrhundert ausgestorben)
- Kemisamisch (im 19. Jahrhundert ausgestorben)
- Akkalasamisch (letzter Erstsprecher 2003 gestorben)

### Samojedische Sprachen
- Jurakisch (frühes 19. Jahrhundert)
- Kamassisch (1989)
- Matorisch (um 1840)

## Kaukasische Sprachen
- Ubychisch, Kaukasus, letzter Sprecher Tevfik Esenç 1992 gestorben

## Altmediterrane Sprachen
- Ägäische Sprachen, Griechenland
- Etruskisch, Italien
- Ligurisch, Ligurien, Italien

## Altorientalische Sprachen
Im Folgenden sind nur altorientalische Sprachen aufgeführt, die nicht zur indogermanischen oder afroasiatischen Sprachfamilie gehören.
- Elamisch, Chusistan (im heutigen Iran und Irak), 10. Jahrhundert
- Hurritisch, (Heutige Osttürkei und Irak)
- Meroitisch, Sudan
- Sumerisch, Mesopotamien (heutiger Irak)
- Urartäisch, heutige Osttürkei und Armenien

## Afroasiatische Sprachen

### Ägyptisch
- Ägyptisch (Koptisch), 17. Jahrhundert

### Berbersprachen
- Garamantisch, Nordafrika
- Numidisch, Nordafrika

### Semitisch
- Akkadisch, heutiger Irak und Syrien
- Ammonitisch, Naher Osten
- Amoritisch, Naher Osten
- Ausanisch, Südarabien
- Hadramautisch, Südarabien
- Hatrenisch, Irak
- Lihyanisch, Nordarabien
- Moabitisch, Naher Osten
- Nabatäisch, Nordarabien
- Palmyrenisch, Syrien
- Phönizisch-Punisch, Naher Osten, Nordafrika
- Qatabanisch, Südarabien
- Sabäisch, Südarabien
- Thamudisch, Nordarabien

## Altamerikanische Sprachen
- Eyak (Alaska) (2008)
- Holikachuk (Alaska) (2012)
- Muchik (Mochica, einschließlich des Quingnam der Chimú)
- Puquina
- Olmekische Sprache